# Santa Anna (hrabstwo Starr)
Santa Anna – jednostka osadnicza w Stanach Zjednoczonych, w stanie Teksas, w hrabstwie Starr.